# تونی بینلند
تونی بینلند (انگلیسی: Tony Beanland؛ زادهٔ ۱۱ ژانویهٔ ۱۹۴۴) بازیکن فوتبال اهل بریتانیا است.
از باشگاه‌هایی که در آن بازی کرده‌است می‌توان به باشگاه فوتبال بلکپول اشاره کرد.